# Anti (album)
Anti je osmé studiové album barbadoské R&B a Pop zpěvačky Rihanny. Album bylo nahráno u Roc Nation a překvapivě vydáno 28. ledna 2016. Vedoucím singlem je píseň „Work“ (ft. Drake), která byla vydána jen den před vydáním alba. Album bylo vydáno exkluzivně na streamovací hudební službě Tidal, která držela výhradní streamovací práva na první týden od vydání. Po dobu jednoho dne bylo album zdarma ke stažení. Fyzický release na CD proběhl 5. února 2016.

## O albu
V květnu 2014 Rihanna opustila hudební nahrávací společnost Def Jam Recordings, kde vydala svých prvních sedm alb. Následně se upsala ke společnosti Roc Nation, která jí již v té době vedla managment. V roce 2014 rovněž podepsala reklamní smlouvu se společností Samsung, dle které měla Rihanna propagovat výrobky Samsung, zatímco Samsung zase album Anti.

### Singly
V lednu 2015 byl vydán singl „FourFiveSeconds“ (ft. Kanye West a Paul McCartney), který byl označován za první píseň z alba Anti. Folk-popový singl byl úspěchem, v řadě zemí se umístil na první příčce hitparád. V USA dosáhl na 4. příčku v Billboard Hot 100 a získal certifikaci 2x platinový singl. Další singl „Bitch Better Have My Money“ byl zveřejněn v březnu 2015. Píseň nahraná v žánru trap byla opět komerčním úspěchem. V USA se vyšplhala na 15. příčku hlavního žebříčku a prodalo se jí přes milion kusů. V dubnu poté následoval třetí singl „American Oxygen“. Ten se umístil v USA na 78. příčce. Na všech třech se produkčně podílel Kanye West, který byl rovněž označen za výkonného producenta alba.
Od dubna 2015 ovšem příval nových písní utichl. Další singl byl vydán až v lednu 2016. Dne 27. ledna byl vydán singl „Work“ (ft. Drake) s tím, že se jedná o první singl k albu. "Work" debutoval na 9. a vyšplhal se na 1. příčku žebříčku Billboard Hot 100. První tři singly se na finální verzi alba neobjevily.
Dne 30. března byly současně vydány dva singly, a to „Kiss It Better“ a „Needed Me“.

## Po vydání
Album Anti bylo překvapivě vydáno 28. ledna 2016 bez předchozího ohlášení. Vydání alba předcházelo vydání singlu „Work“ (ft. Drake), jež byl vydán 27. ledna. Žádný z předchozích singlů se na finální verzi alba neobjevil. Album bylo exkluzivně vydáno na streamovací hudební službě Tidal, kde bylo dáno zdarma ke stažení jak pro uživatele Tidalu, tak i pro všechny ostatní. Tidal ke streamování alba získal týdenní exkluzivní práva. Album tak sloužilo rovněž k propagaci Tidalu, jehož hlavním vlastníkem je Jay-Z, rovněž majitel nahrávací společnosti Roc Nation, kde Anti vyšlo. Částečným vlastníkem služby je i sama Rihanna.
Za pouhých čtrnáct hodin od vydání bylo album Anti z Tidalu staženo milionkrát a téměř 14 milionkrát streamováno. Po stažení milionu kusů skončila možnost stahování zdarma, která byla součástí kampaně ANTIdiaRy, sponzorované společností Samsung. Společnost RIAA udělila albu certifikaci platinová deska již den po vydání. Nicméně další hudební giganti jako Billboard 200 a Nielsen SoundScan do svých žebříčků nepočítají milion prodaných kusů společnosti Samsung, která je poskytla zdarma ke stažení přes Tidal.
O první týden se v USA prodalo jen malé množství kusů, jelikož počítaná doba skončila brzy poté, co Tidal přestal nabízet album zdarma. Album tak proto debutovalo na 27. příčce žebříčku Billboard 200. V druhý týden skočilo na první příčku se 124 000 prodanými kusy (166 000 ks i po započtení streamů). Byl to nejlepší mezitýdenní skok za posledních osm let. Celkem se v USA prodalo přes 300 000 kusů alba, které díky stremingu získalo ocenění 2x platinová deska.
Album bylo doprovázeno propagačním turné Anti World Tour, které začalo v únoru v USA. Americká část probíhala až do května 2016. Od června probíhala evropská část turné. V Praze se koncert konal 26. července 2016. Celé turné skončilo ve Švýcarsku v srpnu 2016.
V prosinci 2019 album překonalo 200. týden v řadě v žebříčku Billboard 200. Rihanna tak byla první afroamerickou zpěvačkou, která toho dosáhla.

## Seznam skladeb
| Pořadí         | Název                   | Hudba                                           | Délka |
| -------------- | ----------------------- | ----------------------------------------------- | ----- |
| 1.             | Consideration (ft. SZA) | Donaldson, Kuk Harrell                          | 2:41  |
| 2.             | James Joint             | Taylor, Harrell                                 | 1:12  |
| 3.             | Kiss It Better          | Harrell, Bhasker                                | 4:13  |
| 4.             | Work (ft. Drake)        | Boi 1da                                         | 3:39  |
| 5.             | Desperado               | Schultz, Harrell                                | 3:06  |
| 6.             | Woo                     | Hit-Boy, Harrell                                | 3:55  |
| 7.             | Needed Me               | Frank Dukes, Harrell, DJ Mustard, Twice as Nice | 3:11  |
| 8.             | Yeah, I Said It         | Timbaland, Harrell, Fade Majah, Jones           | 2:31  |
| 9.             | Same Ol' Mistakes       | Parker                                          | 6:37  |
| 10.            | Never Ending            | Harrell, Sabo                                   | 3:22  |
| 11.            | Love on the Brain       | Ball                                            | 3:44  |
| 12.            | Higher                  | No I.D.                                         | 2:00  |
| 13.            | Close to You            | Brian Kennedy, Harrell                          | 3:43  |
| Celková délka: | Celková délka:          | Celková délka:                                  | 43:36 |

| Deluxe Edition | Deluxe Edition    | Deluxe Edition                                             | Deluxe Edition |
| Pořadí         | Název             | Hudba                                                      | Délka          |
| -------------- | ----------------- | ---------------------------------------------------------- | -------------- |
| 14.            | Good Night Gotham | Paul Epworth, Florence Welch, Fenty, C. Boggs              | 1:29           |
| 15.            | Pose              | Hollis, Bourelly, Fenty, Webster                           | 2:24           |
| 16.            | Sex with Me       | Braithwaite, Samuels, Feeney, Fenty, Vinylz", Chris Hansen | 3:27           |
| Celková délka: | Celková délka:    | Celková délka:                                             | 50:56          |

### Samply
- "Work" obsahuje části písně "If You Were Here Tonight" (1985) od Alexander O'Neal.
- "Same Ol' Mistakes" je coververze písně "New Person, Same Old Mistakes" (2015) od Tame Impala.
- "Never Ending" obsahuje části písně "Thank You" (2000) od Dido.
- "Higher" obsahuje části písně "Beside You" (1970) od The Soulful Strings.
- "Goodnight Gotham" obsahuje části písně "Only If for a Night" (2011) od Florence and the Machine.

## Mezinárodní žebříčky
| Země                     | Umístění |
| ------------------------ | -------- |
| Austrálie                | 5        |
| Belgie                   | 8        |
| Česko                    | 5        |
| Francie                  | 12       |
| Irsko                    | 4        |
| Kanada                   | 1        |
| Německo                  | 12       |
| Nový Zéland              | 5        |
| Skotsko                  | 7        |
| UK Albums Chart          | 7        |
| US Billboard 200         | 1        |
| US Billboard R&B/Hip-Hop | 1        |